# Oberamt Heidelberg
Das Oberamt Heidelberg war bis 1803 ein Verwaltungsbezirk der Kurpfalz mit Sitz in der Residenzstadt Heidelberg. Mit der Auflösung der Kurpfalz infolge des Reichsdeputationshauptschlusses kamen alle Orte des Oberamtes zum Großherzogtum Baden.

## Gebiet des Oberamtes
Das Gebiet des Oberamts erstreckte sich beiderseits des unteren Neckars mit Anteilen an der Rheinebene und an der Bergstraße, am Südteil des Odenwaldes mit dem Neckartal und am Nordrand des Kraichgauer Hügellandes. 1786 waren benachbart im Osten das Oberamt Lindenfels und ein Teil des Oberamts Mosbach, im Süden das Bistum Speyer mit den dazwischen liegenden ritterschaftlichen Orten des Ritterkantons Kraichgau. Im Westen bildete der Rhein die Grenze, an die sich das Oberamt Neustadt anschloss. Im Norden lagen das Oberamt Ladenburg, das Bistum Worms, das kurmainzische Amt Heppenheim und mit der Bergstraße Teile des Oberamts Lindenfels. Bis 1737 gehörte auch noch das Gebiet des Oberamtes Lindenfels zum Oberamt Heidelberg und war eine untergeordnete Amtsvogtei. Des Weiteren hatte es die Gerechtsame über die Orte des Oberamtes Ladenburg.
Nach einem Verzeichnis von 1784 hatte das Oberamt einschließlich der Städte Mannheim und Heidelberg eine Bevölkerung von 13.737 Familien und 79.033 Seelen, davon 18.804 Männer, 15.021 Frauen, 14.752 Söhne, 15.129 Töchter, 3993 Handwerksgesellen, Bediente und Knechte, 4766 Mägde, 67 Haushaltungen von Mennonisten und 428 von Juden. An Gebäuden wurden 147 Kirchen und Klöster, 84 Pfarrhäuser, 133 Schulen, 8980 bürgerliche und 198 gemeine Häuser, 3774 Scheuern und 132 Mühlen gezählt.

## Geschichte
Die Anfänge der Pfalzgrafschaft bei Rhein auf der rechten Rheinseite reichen bis in die Stauferzeit zurück und gehörten einst zum Lobdengau. Pfalzgraf Konrad konnte hier dank seiner Vogteirechte im Bistum Worms und des Klosters Lorsch Besitztümer an sich ziehen und gründete auf Wormser Boden um 1170 die Stadt Heidelberg. Um 1220 erwarben die Wittelsbacher, die bis 1430 die Pfalzgrafen stellten, den Rest der alten Lobdengauer Grafschaft hinzu. Die erste genauere Beschreibung der pfälzischen Besitzungen in diesem Gebiet stammt aus dem Jahr 1288.
Nördlich des einstigen Lobdengaus dehnten sich die pfälzischen Besitzungen entlang der Bergstraße bis Laudenbach aus, während im Odenwald nur das Kloster Schönau dazu gehörte. In den Nordteil des alten Kraichgaus in der Rheinebene ragte die 1286 erworbene Herrschaft Wersau hinein. Im 14. Jahrhundert konnten in pfälzischen Gebiete liegende Enklaven, wie das ellwangische Schriesheim sowie die Herrschaft Waldeck im Odenwald und vorübergehend auch die Schauenburg erworben werden. Sie ging allerdings 1319 als Wahlgeschenk wieder an den Erzbischof von Mainz. Ebenso vorübergehend war der Besitz von Weinheim und Hemsbach. Zur Zeit der größten Zerrüttung des Hochstifts Worms konnte Ruprecht I. 1385 Ladenburg und die Kellerei Stein erwerben.
Durch die Landesteilung von 1410 gingen einzelne, spät erworbene Territorien wieder aus dem annähernd geschlossenen Gebiet verloren, wie Wiesloch, Burg Wersau, Schriesheim und Hemsbach, die alle Pfalz-Mosbach zufielen und zum Teil an Pfalz-Zweibrücken weiterverpfändet wurden. Unter Friedrich dem Siegreichen (Pfalzgraf 1451–1476) kamen diese Gebiete, außer Hemsbach, das an den Bischof von Worms verkauft wurde, durch den Erbvertrag mit Pfalz-Mosbach wieder zurück. Außerdem eroberte Friedrich in der Mainzer Stiftsfehde die Schauenburg und ließ sich nach der Schlacht bei Seckenheim das Amt Rotenberg vom Bischof von Speyer abtreten, das nach 1504 wieder ausgelöst wurde.
Das Unteramt Dilsberg mit den beiden Zenten Meckesheim und Reichartshausen waren Zubehör der Reichsstadt Wimpfen und wurden 1330 und 1378 als Reichspfänder von den Herren von Weinsberg und Hirschhorn erworben. Den Dilsberg erwarb die Pfalz bereits 1330 unmittelbar vom König.
Die Neuzeit brachte dann nur noch kleine Erwerbungen und Gebietsaustausche mit den Bistümern Speyer und Worms, die zur Herstellung eines geschlossenen Herrschaftsgebietes dienten. 1737 erhielt das vorher als Unteramt von Heidelberg geführte Amt Lindenfels den Status eines Oberamts.
Infolge der Napoleonischen Kriege wurde das Heilige Römische Reich (Deutscher Nation) durch den Reichsdeputationshauptschluss von 1803 neu geordnet und hörte mit der Niederlegung der Reichskrone am 6. August 1806 auf zu bestehen. Dabei kam Heidelberg 1803 mit dem gesamten Gebiet des Oberamts Heidelberg an das Kurfürstentum Baden, das 1806 im Großherzogtum Baden aufging.
1808 wurde die Stadt Sitz des Stadtamtes Heidelberg. Daneben gab es noch ein Ober- und ein Unteramt Heidelberg, welche 1813 zum Landamt Heidelberg vereinigt wurden. Stadtamt und Landamt Heidelberg wurden 1826 zum Oberamt Heidelberg zusammengeschlossen, aus dem 1863 das Bezirksamt Heidelberg hervorging, welches 1924 um die Gemeinden des aufgelösten Bezirksamtes Eberbach erweitert wurde. Aus den Bezirksämtern Heidelberg und Wiesloch wurde schließlich 1938 der Landkreis Heidelberg gebildet, der bis 1972 bestand. 1939 schied die Stadt Heidelberg aus dem Landkreis Heidelberg aus und wurde eine kreisfreie Stadt, blieb aber weiterhin Sitz des Landkreises. Bei der Kreisreform zum 1. Januar 1973 wurde der Landkreis Heidelberg mit dem Landkreis Mannheim zum heutigen Rhein-Neckar-Kreis vereinigt. Heidelberg selbst blieb eine kreisfreie Stadt und wurde Kreisstadt des neuen Landkreises.

## Verwaltungseinheiten innerhalb des Oberamtes
Das Oberamt war in Zenten eingeteilt. Die Funktion der Zent als Verwaltungseinheit war vielfältig und veränderte sich im Laufe der Zeit. Immer aber war die Zent mit einer Gerichtsbarkeit verbunden, die durch das Zentgericht ausgeübt wurde. Üblicherweise fungierte bei den Verhandlungen der Zentgraf als Vorsitzender, das Urteil wurde aber von Schöffen gesprochen. Auch andere Verwaltungsaufgaben wie die Rekrutierung von militärischen Einheiten, die Festlegung und Überwachung von Maßeinheiten, die Unterhaltung von Richtplätzen, die Verwaltung der Dominalien (Kellereien), die Verpflegung von Amtspersonen und anderes mehr wurde der Zent auferlegt und durch den Zentgrafen organisiert und überwacht.
Die Organisation als Zenten setzte sich im Oberamt Heidelberg im Lauf des 15. Jahrhunderts durch und fand 1560 im Zentvertrag mit dem Adel seinen endgültige Abschluss. Damit gab es im Bereich der Zenten zwei Gruppen von Dörfern; zum einen die unmittelbar der Pfälzischen Herrschaft unterstellten und zum anderen die mit adliger oder geistlicher Ortsherrschaft. Vor diesem Vertrag gab es bei den Dörfern, in denen der Adel die Ortsherrschaft ausübte, noch die Möglichkeit, dass alle Einwohner pfälzische Leibeigene waren und für sie eine Bede an die Pfalz zu entrichten war.

### Dem Oberamt unmittelbar unterstellt
waren
- die Städte:
  - Weinheim: Hier wurden 1264 der Pfalz die Burg Windeck und die Neustadt zugesprochen. 1308 ging auch die Altstadt an die Pfalz über. Von 1314 bis 1345 war die Stadt an das Erzbistum Mainz verpfändet. Ab 1368 gehörte Weinheim zum unabtrennbaren Kerngebiet der Kurpfalz und unterstand seit Ende des 14. Jahrhunderts dem Oberamt Heidelberg. 1454 wurden die bis dahin verwaltungsmäßig immer noch getrennten Gebiete der Altstadt und der Neustadt zu einer Stadt vereinigt.
  - Wiesloch: Es wurde im ersten Drittel des 13. Jahrhunderts pfälzisch und gehörte von 1410 bis 1499 zu Pfalz-Mosbach. Das zur Stadt gehörige Altwiesloch wurde 1269 und 1414 an den lokalen Adel als Erblehen vergeben.
  - Schönau: Hier war ursprünglich ein Zisterzienserkloster, das etwa 1180 unter pfalzgräflichen Schirm kam. Während der Reformation wurde das Kloster 1559 aufgehoben, und die herrschaftlichen Rechte gingen an die Pflege Schönau über. Um 1600 wurde Schönau zum ersten Mal als Stadt bezeichnet. Nach der Zerstörung der Burg Waldeck im Dreißigjährigen Krieg wurde der Verwaltungssitz der sogenannten Kellerei Waldeck nach Schönau verlegt, wo er bis 1803 blieb.
  - Neckargemünd: Es wurde von König Heinrich (VII.) um 1230 zur Freien Reichsstadt erhoben. Kaiser Ludwig verpfändete Neckargemünd 1330 an den Pfalzgrafen bei Rhein, der 1346 das Gericht der Meckesheimer Zent hierher verlegte. 1395 verlor Neckargemünd den Status einer Reichsstadt durch die Eingliederung ins pfälzische Territorium.
- die Zent Schriesheim mit den Orten:
  - Kirschgartshausen: Es gehörte zum Kloster Kirschgarten, dessen Nonnen dort ein landwirtschaftliches Gut mit zugehöriger „Kapelle St. Gangolf“ betrieben. Sie veräußerten den Besitz 1422 an die Kurpfalz.
  - Scharhof: Es ist heute eine Gemarkung im Mannheimer Stadtteil Sandhofen und kam um 1200 unter Pfälzer Herrschaft. Pfalzgraf Rudolf veräußerte die Ortsherrschaft 1300 an das Kloster Schönau. Dieses wurde 1559 aufgehoben.
  - Käfertal: Es wurde um 1200 pfälzisch, wobei die Ortsherrschaft durch den Niederadel bis nach 1236 ausgeübt wurde.
  - Wallstadt: Es kam um 1200 zur Pfalz.
  - Feudenheim: Es kam ebenfalls um 1200 an die Pfalz, wobei bis um 1350 die Ortsherrschaft durch den Niederadel ausgeübt wurde.
  - Ilvesheim: Es gehörte vermutlich seit etwa um 1200 und endgültig belegt seit dem 13. Jahrhundert zur Pfalz, wobei die Ortsherrschaft durch den Niederadel ausgeübt wurde.
  - Straßenheim: Hier war die Oberhoheit bis 1803 zwischen Kurpfalz und dem Hochstift Worms umstritten. Der Ort wurde von der Pfalz wegen der Zugehörigkeit zur Schriesheimer Zent beansprucht.
  - Heddesheim: Es kam um 1200 zur Pfalz.
  - Mukkensturm und Neuzenhof: Sie gehören heute zur Gemeinde Heddesheim und wurden 1463 als Teil der Zent erwähnt.
  - Lützelsachsen: Es kam im 13. Jahrhundert zur Pfalz, wobei die Ortsherrschaft durch den Niederadel ausgeübt wurde.
  - Hohensachsen: Es kam im 13. Jahrhundert unter Pfälzische Oberhoheit.
  - Ritschweier: Es kam ebenfalls im 13. Jahrhundert unter Pfälzische Oberhoheit, wobei die Grafen von Erbach die Ortsherrschaft ausübten.
  - Großsachsen: Es kam im 13. Jahrhundert zur Pfalz.
  - Rippenweier mit Hilsenhain: Es kam wohl im 13. Jahrhundert an die Pfalz, wobei die Ortsherrschaft bis nach 1454 durch den Niederadel ausgeübt wurde.
  - Oberflockenbach: Es kam im 13. Jahrhundert zur Pfalz, wobei die Ortsherrschaft bis nach 1400 durch den Niederadel ausgeübt wurde.
  - Leutershausen: Es kam um 1355 zur Pfalz, wobei die Ortsherrschaft durch den Niederadel ausgeübt wurde.
  - Schriesheim: Es kam um 1355 zur Pfalz. Von 1410 bis 1448 gehörte es zu Pfalz-Mosbach und von 1448 bis 1470 zu Pfalz-Zweibrücken.
  - Schwabenheim (heute zu Dossenheim): Es kam um 1600 zur Pfalz.
  - Dossenheim: Es wurde 1303 durch die Pfalzgrafen erworben und war von 1320 bis 1460 Kurmainzer Lehen.
  - Handschuhsheim mit Heiligenberg: Siehe Dossenheim.
  - Neuenheim: Es kam um 1200 zur Pfalz.
  - Ziegelhausen mit dem Bergsträßer Zentallmendwald: Es gehört im 14. Jahrhundert endgültig zur Pfalz.
- die Zent Kirchheim mit den Orten:
  - Neckarau: Es kam um 1220 unter Einfluss der Pfalz und wurde endgültig 1261 pfälzisch.
  - Seckenheim: Es kam um 1200 zur Pfalz.
  - Friedrichsfeld: Dabei handelte es sich um eine Neugründung von 1682 auf der Gemarkung von Edingen.
  - Edingen: Es kam um 1200 zur Pfalz.
  - Wieblingen mit Grenzhof: Es kam ebenfalls um 1200 an die Pfalz, wobei bis um 1450 die Ortsherrschaft durch den Niederadel ausgeübt wurde.
  - Rohrhof: Es kam um 1200 zur Pfalz.
  - Schwetzingen: Es kam um 1200 zur Pfalz.
  - Brühl: Es kam zu einem Drittel 1423 und der Rest im Jahr 1709 unter Pfälzer Herrschaft; in der Zwischenzeit bestand bis 1600 ein gemeinsames Lehen beider Anteile für die Herren von Handschuhsheim und danach ein Kondominium der Kurpfalz mit dem Bistum Speyer.
  - Plankstadt: Es kam um 1200 zur Pfalz.
  - Eppelheim: Es kam um 1200 zur Pfalz.
  - Oftersheim: Es kam um 1200 zur Pfalz.
  - Kirchheim mit Pleikartsförsterhof und Bruchhausen: Es kam um 1200 zur Pfalz. Die Ortsherrschaft lag bis 1559 beim Kloster Schönau und Stift Neuhausen.
  - Rohrbach. Es kam ab 1234 in den Besitz der Pfalz.
  - Hardtwald: Er kam wohl ab 1286 unter Pfälzer Hoheit.
  - Sandhausen: 1351 kaufte die Kurpfalz die Herrschaft über Sandhausen.
  - St. Ilgen: Die Pfalz erwarb 1330 zwei Drittel des Dorfes und 1463 das restliche Drittel, wobei die Ortsherrschaft bis 1474 vom Kloster Sinsheim ausgeübt wurde.
  - Leimen: Es kam 1351 endgültig zur Pfalz, die Oberherrschaft eventuell schon früher.
  - Nußloch: Es gehörte seit 1351 endgültig zur Pfalz, die Oberherrschaft eventuell schon früher.
  - Hockenheim: Es gehörte seit 1286 endgültig zur Pfalz, gehörte aber zwischen 1410 und 1448 zu Pfalz-Mosbach und von 1448 bis 1470 zu Pfalz-Zweibrücken.
  - Reilingen: Siehe Hockenheim.
  - Walldorf: 1230 erhielten die Pfalzgrafen Walldorf als Reichslehen, der Ort war aber wohl schon früher unter Pfälzer Herrschaft.
- die Kellerei Waldeck; sie wurde 1357 von Pfalzgraf Ruprecht I. erworben und zwischen 1388 und 1537 den Kreisen von Lindenfels zum Lehen gegeben. Von 1410 bis 1499 gehörte die Kellerei zu Pfalz-Mosbach und war von 1437 bis 1525 Erblehen des Niederadels. Die Orte waren:
  - Lampenhain mit Vorderheubach
  - Heiligkreuzsteinach mit Eiterbach und Altneudorf
  - Heddesbach mit der Harfenburg und dem zugehörigen Wald, kamen um 1300 zur Pfalz. Sie waren dann zwischen 1314 und 1388 verpfändet, bevor sie zur Kellerei Waldeck kamen.
  - Wilhelmsfeld: Er war eine Neugründung von 1710 im Bereich der Bergsträßer Zentallmend.

### Kellerei Stein
Die Kellerei Stein hatte ihren Sitz auf der Burg Stein in der Nähe von Nordheim. 1380 gehörte den Pfalzgrafen die Hälfte der Kellerei und von 1504 bis 1517 war die Kellerei infolge der Bayrischen Fehde in hessischem Besitz. 1705 wurde sie an das Bistum Worms abgetreten. Die Orte waren:
- Nordheim
- Hofheim
- Bobstadt
- Lampertheim, das bis 1705 auch zur Zent Schriesheim gehörte.

### Amt Rotenberg
Das Amt Rotenberg gehörte von 1463 bis 1505 pfandweise zur Pfalz. Die Orte waren:
- Malsch mit Malschenberg
- Rauenberg (teilweise)
- Rotenberg
- Mühlhausen
- Dielheim: Ein Viertel der Ortsherrschaft ging 1482 an Pfalz-Mosbach. Unter Kurpfälzer Herrschaft war der Ort von 1499 bis 1507.
- Horrenberg mit Balzfeld, Unter- und Oberhof

### Unteramt Dilsberg
Zum Unteramt Dilsberg zählten:
- der Ort Dilsberg, der um 1330 unter die Herrschaft der Pfalzgrafen kam.
- die Zent Meckesheim, welche 1330 unter pfälzische Herrschaft kam, mit den Orten:
  - Mückenloch, das unter der Ortsherrschaft der Herren von Hirschhorn stand. Es wurde 1694 pfälzisch, war aber bis 1740 verpfändet.
  - Gaiberg mit Lingental, das zu den sogenannten Ausdörfen gehörte, in denen sich die Kurpfalz und Kurmainz über das Wildfangrecht bis um 1420 stritten.
  - Waldhilsbach, ebenfalls Ausdorf bis um 1400.
  - Bammental mit Reilsheim, in dem als Eigendorf ein Großteil des Grundbesitzes freien Bauern gehörte.
  - Wiesenbach mit Langenzell, war ebenfalls Eigendorf.
  - Lobenfeld, ging aus dem Kloster Lobenfeld hervor, das die Ortsherrschaft bis 1559 ausübte.
  - Waldwimmersbach war ebenfalls Eigendorf.
  - Gauangelloch, gehörte zu den Ausdörfern und die Ortsherrschaft wurde durch den Niederadel ausgeübt.
  - Ochsenbach, hier war der Grundbesitz in den Händen des Niederadels, wer die Ortsherrschaft ausübte ist ungeklärt.
  - Maisbach
  - Mauer, war ebenfalls Ausdorf, in dem die Ortsherrschaft durch den Niederadel ausgeübt wurde.
  - Mönchzell: Die Ortsherrschaft wurde durch den Niederadel ausgeübt.
  - Spechbach: Die Ortsherrschaft wurde durch den Niederadel ausgeübt.
  - Schatthausen, gehörte zu den Ausdörfern und die Ortsherrschaft wurde durch den Niederadel ausgeübt.
  - Baiertal: Hier gehört nur der Ostteil der Gemarkung zur Zent. Die Ortsherrschaft wurde durch ein Kondominat von Niederadel und Deutschorden ausgeübt.
  - Meckesheim war Eigendorf und gehörte zum Großteil Freibauern.
  - Zuzenhausen: Die Ortsherrschaft wurde durch den Niederadel ausgeübt.
  - Eschelbronn: Die Ortsherrschaft wurde durch den Niederadel ausgeübt.
  - Daisbach: Die Ortsherrschaft wurde durch den Niederadel ausgeübt.
- die Zent Reichartshausen, auch Stüber Zent genannt. In ihr wurde die Gerichtsbarkeit ab 1378 von den Pfalzgrafen ausgeübt, davor in dem kaiserlichen Gerichtsbezirk durch die Herren von Hirschhorn. Zur Zent gehörten die Orte:
  - Moosbrunn: Hier wurde die Ortsherrschaft durch den Niederadel ausgeübt.
  - Schönbrunn: Hier lag ab 1349 auch die Ortsherrschaft bei der Pfalz.
  - Haag: Hier lag ab 1419 auch die Ortsherrschaft bei der Pfalz.
  - Stüber Zentwald
  - Schwanheim mit Unterallemühl: Hier lag die Ortsherrschaft teilweise bei der Pfalz und dem Niederadel. Von 1410 bis 499 gehörte der Ort zu Pfalz-Mosbach.
  - Neunkirchen: Hier lag die Ortsherrschaft ab 1349 teilweise bei der Pfalz. Von 1410 bis 1499 gehörte der Ort zu Pfalz-Mosbach.
  - Neckarkatzenbach: Hier lag die Ortsherrschaft ab 1349 bei der Pfalz und schloss die Minneburg mit ein. Von 1410 bis 1499 gehörte der Ort zu Pfalz-Mosbach.
  - Guttenbach: Hier lag die Ortsherrschaft ab 1349 bei der Pfalz. Von 1410 bis 1499 gehörte der Ort zu Pfalz-Mosbach.
  - Epfenbach: Hier wurde die Ortsherrschaft durch den Niederadel ausgeübt.
  - Reichartshausen: Hier wurde die Ortsherrschaft durch den Niederadel ausgeübt.
  - Michelbach: Hier wurde die Ortsherrschaft durch den Niederadel ausgeübt.
  - Unterschwarzach
  - Oberschwarzach: Hier lag die Ortsherrschaft ab 1419 bei der Pfalz. Dazu gehörte auch das Schloß Schwarzach.
  - Aglasterhausen: Hier wurde die Ortsherrschaft durch den Niederadel und ab 1632 durch das Bistum Worms ausgeübt.
  - Breitenbronn: Hier wurde die Ortsherrschaft bis 1653 durch den Niederadel ausgeübt.
  - Daudenzell: Hier wurde die Ortsherrschaft durch den Niederadel ausgeübt.
  - Helmstadt: Hier wurde die Ortsherrschaft durch den Niederadel ausgeübt.
  - Asbach: Hier wurde die Ortsherrschaft bis 1560 durch den Niederadel ausgeübt.
  - Flinsbach: Hier wurde die Ortsherrschaft durch den Niederadel ausgeübt.
  - Bargen: Hier wurde die Ortsherrschaft durch den Niederadel und ab 1632 durch das Bistum Worms ausgeübt.

## Amtmänner
Die Aufgaben und Titel dieser Amtmänner veränderten sich im Laufe der Zeit sehr stark. Von den ursprünglichen Aufgaben der Verwaltung und Gerichtsbarkeit wandelten sie sich zu Ehrentiteln. Für die Durchführung der Aufgabe wurden Landschreiber bestellt. Für die Ausübung der Unteren Gerichtsbarkeit und teilweise auch der Blutgerichtsbarkeit waren die Zenten bzw. Städte zuständig. Wo nicht die volle Gerichtsbarkeit dort lag, wurde ein Unterbeamter berufen. Das Hofgericht des Oberamtes blieb aber in allen Fällen für die Berufungsverfahren zuständig, soweit dieses abhängig von der Schwere der Tat zugelassen war.
Die aus den Urkunden bekannten Amtmänner mit ihren jeweiligen Titeln waren:
- 1214 Sigbodo Bergeheim, Advocatus
- 1262 Conradus de Winheim, Advocatus in Heidelberg
- 1277 Henricus de Sachsenhausen, Advocatus
- 1287 Henricus dictus Schwideldinger, Advocatus
- 1295 Herdegen de Grindelach, Vicedominus Provinciale
- 1307 Gottfried der Peuler oder Panler, wird auch Puller genannt, Vicedom juxta Rhenum.
- 1324 Conrad Haspel, Vizdom an dem Rhein.
- 1343 Heinrich von Erlikheim, Vichom
- 1381 Konrad von Rosenberg, Ritter, Vizdom
- 1395 Werner Kolb von Wartenberg, Vogt zu Heidelberg.
- 1398 Hanns von Venningen, der einäugige Faut.
- 1405 Reinhard von Sickingen, der Schwarze Faut.
- 1412 Raban Grimmer von Gemmingen, Faut.
- 1422 Hanns von Venningen
- 1438 Hanns von Venningen, (Enkel des Vorherigen)
- 1452 Konrad von Helmstadt, Vogt.
- 1457 Junas oder Jeremias von Oberstein, Vogt (Bruder des Speyerer Domherrn Andreas von Oberstein)
- 1460 Engelhard von Nipperg
- 1462 Simon von Balshofen
- 1487 Philipus Forstmeister von Gelnhausen
- 1508 Zeisolf von Adelzheim
- 1513 Wendel von Adelzheim, Vogt und Amtmann.
- 1517 Wilhelm von Habern, Faut.
- 1537 Hanns von Gemmingen
- 1550 Nikolaus Schenk von Schmidburg
- 1557 Adam von Hoheneck, Faut.
- 1569 Hartmann Hartmanni von Eppingen.
- 1585 Wolf Wambold von Umstatt, Faut.
- 1587 Johann von Elz, kam 1589 nach Ozberg.
- 1589 Johann Reyprecht von Büdingen
- 1600 Heinrich von Schwerin, Faut.
- 1603 Hippolytus a Colibus, Doctor, war auch Hofrichter.
- 1613 Johann Engelbert von Lautern, Faut.
- l616 Heinrich Dieterich von Schönberg, Faut.
- 1650 Johann Friedrich von Landas
- 1680 Karl Ludwig Graf von Sayn und Wittgenstein
- 1683 Ludwig Kasimir von Bernstein
- 1697 Johann Wilhelm Freiherr von Efferen
- 1724 Ferdinand Freiherr von Hundheim
- 1734 Franz Moriz Freiherr von Hundheim
- 1740 Ferdinand Philipps Freiherr von Hundheim
- 1743 Graf Franz Joseph von Wiser
- 1756 Franz Karl Freiherr von Hacke (Sohn des Ludwig Anton von Hacke)
- 1780 Anton Freyherr von Perglas